# Aram Bajakian
Aram Bajakian (* 1977) je americký kytarista arménského původu. Za svůj vzor označil britského kytaristu Jimmyho Page. Vystupovat začal již ve svých deseti letech; brzy poté založil skupinu Thingummy, se kterou vydal v roce 1995 album nazvané Red. Později působil v několika dalších skupinách a v letech 2005 až 2007 byl členem kapely The Anthem Sound. V roce 2011 vydal na značce Tzadik Records své první sólové album Kef.
V roce 2012 odehrál turné s kytaristou a zpěvákem Lou Reedem a téhož roku nahrál album Abraxas: Book of Angels Volume 19 a basistou Shanirem Ezrou Blumenkranzem. Spolu se zpěvačkou Julií Ulehla působí ve skupině Dálava, se kterou hraji lidové písně z Moravy. Během své kariéry spolupracoval i s dalšími hudebníky, mezi které patří John Zorn, Yusef Lateef, Diana Krall nebo Sean Lennon.